# Mỹ Thắng, thành phố Nam Định
Mỹ Thắng là một xã thuộc thành phố Nam Định, tỉnh Nam Định, Việt Nam.

## Địa lý
Xã Mỹ Thắng có vị trí địa lý:
- Phía đông giáp xã Mỹ Phúc và tỉnh Hà Nam qua sông Châu Giang
- Phía tây giáp xã Mỹ Phúc
- Phía nam giáp phường Lộc Hòa
- Phía bắc giáp xã Mỹ Hà và xã Mỹ Lộc.

Xã Mỹ Thắng có diện tích 7,47 km², dân số năm 2022 là 9.658 người, mật độ dân số đạt 1.292 người/km².

## Hành chính
Xã Mỹ Thắng được chia thành 7 thôn (xóm): 
Bảy Tám, Bườn, Chín Mười, Đoài Đông, Mai Mỹ, Thịnh Nội, Kim

## Lịch sử
Sau năm 1945, xã Mỹ Thắng thuộc huyện Mỹ Lộc.
Ngày 21 tháng 4 năm 1965, Ủy ban Thường vụ Quốc hội ban hành Quyết định số 103-NQ-TVQH về việc thành lập tỉnh Nam Hà trên cơ sở tỉnh Hà Nam và tỉnh Nam Định. Khi đó, xã Mỹ Thắng thuộc huyện Mỹ Lộc, tỉnh Nam Hà.
Ngày 13 tháng 6 năm 1967, Hội đồng Chính phủ ban hành Quyết định số 76-CP về việc sáp nhập huyện Mỹ Lộc vào thành phố Nam Định. Khi đó, xã Mỹ Thắng thuộc thành phố Nam Định.
Ngày 27 tháng 12 năm 1975, Quốc hội ban hành Nghị quyết về việc thành lập tỉnh Hà Nam Ninh trên cơ sở tỉnh Nam Hà và tỉnh Ninh Bình. Khi đó, xã Mỹ Thắng thuộc thành phố Nam Định, tỉnh Hà Nam Ninh.
Ngày 27 tháng 4 năm 1977, Hội đồng Chính phủ ban hành Quyết định số 125-CP về việc sáp nhập xã Mỹ Thắng thuộc thành phố Nam Định vào huyện Bình Lục.
Ngày 26 tháng 12 năm 1991, Quốc hội ban hành Nghị quyết về việc chia tỉnh Hà Nam Ninh thành tỉnh Nam Hà và tỉnh Ninh Bình. Khi đó, xã Mỹ Thắng thuộc huyện Bình Lục, tỉnh Nam Hà.
Ngày 6 tháng 11 năm 1996, Quốc hội ban hành Nghị quyết về việc chia tỉnh Nam Hà thành tỉnh Nam Định và tỉnh Hà Nam. Khi đó, chuyển xã Mỹ Thắng thuộc huyện Bình Lục của tỉnh Hà Nam về thành phố Nam Định quản lý.
Ngày 26 tháng 2 năm 1997, Chính phủ ban hành Nghị định số 19-CP về việc chuyển xã Mỹ Thắng thuộc thành phố Nam Định về huyện Mỹ Lộc mới thành lập quản lý.
Năm 2020, xã Mỹ Thắng được chia thành 14 xóm: 7, 8, 9, 10, Bườn 1, Bườn 2, Bườn 3, Đoài, Đông, Kim, Mai, Mỹ, Nội, Thịnh.
Ngày 2 tháng 12 năm 2021, HĐND tỉnh Nam Định ban hành Nghị quyết số 63/2021/NQ-HĐND về việc:
- Thành lập thôn (xóm) Mai Mỹ trên cơ sở Xóm Mai và Xóm Mỹ.
- Thành lập thôn (xóm) Đoài Đông trên cơ sở Xóm Đoài và Xóm Đông.
- Thành lập thôn (xóm) Thịnh Nội trên cơ sở Xóm Thịnh và Xóm Nội.
- Thành lập thôn (xóm) Bườn trên cơ sở 3 xóm: Bườn 1, Bườn 2, Bườn 3.
- Thành lập thôn (xóm) Chín Mười trên cơ sở Xóm 9 và Xóm 10.
- Thành lập thôn (xóm) Bảy Tám trên cơ sở Xóm 7 và Xóm 8.

Ngày 23 tháng 7 năm 2024, Ủy ban Thường vụ Quốc hội ban hành Nghị quyết số 1104/NQ-UBTVQH15 về việc sắp xếp đơn vị hành chính cấp huyện, cấp xã trên địa bàn tỉnh Nam Định (nghị quyết có hiệu lực từ ngày 1 tháng 9 năm 2024). Theo đó, sáp nhập huyện Mỹ Lộc vào thành phố Nam Định. Khi đó, xã Mỹ Thắng thuộc thành phố Nam Định.

## Văn hóa
Mỹ Thắng có cụm di tích quốc gia: Đình Bườn, Miếu Trúc và các lăng mộ tôn vinh các nhân vật lịch sử của triều đại nhà Đinh. Vào thế kỉ X (965) vua Đinh Tiên Hoàng dẹp loạn 12 sứ quân, chọn làng Bườn đưa Mẫu hậu ra lánh nạn. Đi cùng Đinh Triều Quốc Mẫu có hai vị tướng Phùng Gia và Cao Mộc để bảo vệ. Sau đó Mẫu hậu và 2 vị tướng đã mất, mộ phần tại đây. Hàng năm dân làng mở lễ cúng tế tướng Phùng Gia ngày 3/3 âm lịch tướng Cao Mộc ngày 13/11 âm lịch. Nhân dân thôn Bườn đã xây mộ thờ Mẫu hậu và miếu thờ hai vị tướng miếu Trúc.
- Di tích quốc gia đình Bườn thờ Đinh Triều Quốc Mẫu, thân mẫu của Đinh Tiên Hoàng Đế, có phối thờ 2 tướng nhà Đinh Phùng Gia và Cao Mộc.
- Miếu trúc thờ tướng quân Phùng Gia, vị tướng nhà Đinh đã cùng với Cao Mộc đã về làng Bườn trông coi lăng mộ Đàm hoàng thái hậu, thân mẫu của Đinh Bộ Lĩnh. Ông cũng được thờ ở gian phía đông trong đình Bườn.
- Lăng mộ Tướng quân Cao Mộc cách đình Bườn 700m về hướng đông nam trên diện tích 168m². Khám thờ quay ra mộ xây kiểu 2 tầng, 8 mái, lợp giả ngói ống; trên cổ đẳng khám. Cao Mộc cũng được thờ ở gian phía tây đình Bườn.